# Панин, Роман Иванович
Роман Иванович Панин (16 (28) сентября 1897 года — 1 июня 1949 года) — советский военачальник, генерал-майор (04.06.1940).

## Биография
Родился Роман Иванович Панин 16 (28) сентября 1897 года в Санкт-Петербурге.

### Первая мировая война
В октябре 1916 года он был призван в Русскую императорскую армию, в 1917 году окончил Петроградскую школу прапорщиков. С февраля 1917 года служил младшим офицером в 178-м запасном пехотном полку. Участвовал в Первой мировой войне с апреля 1917 года, когда направлен младшим офицером в Березинский 294-й пехотный полк 74-й пехотной дивизии на Румынский фронт. Осенью 1917 года отправлен в госпиталь в Петроград, откуда демобилизовался в январе 1918 года в звании прапорщика.

### Гражданская война
В июне 1919 года вступил в Красную Армию, участвовал в Гражданской войне. Сначала был адъютантом 1-го Петроградского полкового округа. С сентября того же года — командир роты красноармейского отряда при штабе Московско-Нарвского района Петрограда. Воевал против белогвардейских войск Н. Н. Юденича на Западном и Северном фронтах. С января 1920 года — командир роты сначала в 166-м отдельном стрелковом батальоне, затем – в отдельном инженерном батальоне Петроградского военного округа. В марте 1921 года участвовал в подавлении Кронштадтского восстания.

### Между войнами
После окончания Гражданской войны продолжил служить в Петроградском (с 1924 — Ленинградском военном округе(ЛВО), так же командовал ротой. В 1924 году окончил курсы «Выстрел» и назначен командиром роты 94-го стрелкового полка 11-й стрелковой дивизии, с февраля 1926 года — командир батальона и помощник командира 59-го стрелкового полка 20-й стрелковой дивизии, с апреля 1931 года — командир 60-го стрелкового полка той же дивизии, с ноября 1936 года — помощник командира 16-й стрелковой дивизии. С 1936 года — член ВКП(б).

### Военный советник в Китае
В июле 1938 года полковник Р. И. Панин был направлен военным советником в Китай вместе с группой советских военных советников, он был распределён в Синьпу к генералу Чжан Факую. В конце сентября 1938 года военные советники были перераспределены, Р. И. Панин назначен советником при командующем войсками 4-го военного района НРА (им был назначен Чжан Факуй). А. Я. Калягин, также бывший военным советником, вспоминал встречу с Р. И. Паниным при посещении 4-го военного района:

По приезде в Шаогуань мы остановились у Романа Ивановича Панина. Жил он здесь по-фронтовому, но в общем-то неплохо. Кухня у него была гуандунская, порядки китайские. Панин носил форму полковника гоминьдановской армии, загорел, и по цвету лица его можно было принять за китайца.— Калягин А. Я. По незнакомым дорогам.
Позднее Панин получил назначение старшим советником при командующем Юго-Западным направлением Бай Чунси и переехал в Гуйлинь. В июле 1939 года в Китай прибыла новая группа советских военных советников, Р. И. Панин стал готовиться к возвращению на Родину. В августе 1939 ему и другим уезжавшим военным советникам были торжественно вручены китайские ордена. Пробыв в Китае больше года, в августе 1939 года он вернулся в СССР.

### Советско-финская война
После возвращения из Китая, 17 октября 1939 года Р. И. Панин был назначен командиром 1-го стрелкового корпуса ЛВО, участвовал в Советско-финской войне. 12 декабря 1939 года 1-й стрелковый корпус в битве при Толваярви потерпел поражение, 29 декабря 1939 года Р. И. Панин был от командования отстранён и переведен в резерв НКО СССР.
В июне 1940 года был назначен начальником отдела боевой подготовки штаба ЛВО, с 14 марта 1941 года — командир 42-го стрелкового корпуса ЛВО.

### Великая Отечественная война
С началом Великой Отечественной войны 42-й стрелковый корпус вошёл в состав 14-й армии Северного фронта (с 23 августа 1941 года — Карельского фронта), с 22 июня 1941 года участвовал в боях с немецко-финскими войсками на Кандалакшском направлении в ходе стратегической оборонительной операции в Заполярье и Карелии. Корпус не допустил прорыва противника на Кандалакшу и выхода к Белому морю.
С 23 августа 1941 года по 27 марта 1942 года Р. И. Панин командовал 14-й армией Карельского фронта. В ходе Мурманской операции 1941 года войска армии отстояли Мурманск и нанесли немцам тяжёлые потери, из-за которые немецкое командование было вынуждено отказаться от плана захвата Мурманска в 1941 году. Г. А. Вещезерский вспоминал о нём:

Генерал был обаятельный человек, быстро находил путь к сердцу каждого сослуживца. От него так и веяло бодростью, энергией. В самые трудные минуты он не терял присутствия духа. Жизнерадостный, остроумный, Панин пользовался всеобщей любовью.— Вещезерский, Г. А. У хладных скал.
В мае 1942 года Р. И. Панин был назначен командующим войсками 2-й резервной армии, занимался её формированием. 6 августа 1942 года она была переформирована в 1-ю гвардейскую армию, а Р. И. Панин становится старшим преподавателем Военной академии РККА им. М. В. Фрунзе. В феврале 1943 года назначен начальником отдела боевой подготовки штаба Волховского фронта, руководил фронтовым Учебным центром.
С июня 1943 года временно исполняющий должность командира, с сентября 1943 года — командир 7-го стрелкового корпуса 59-й армии Волховского фронта, участвовал в Новгородско-Лужской операции и освобождении Новгорода.
С 19 апреля по 28 мая 1944 года Р. И. Панин — вр. и.д. командира 99-го стрелкового корпуса 3-го Прибалтийского фронта.
В мае 1944 года был направлен в распоряжение Главного управления кадров, в июне 1944 года был в служебной командировке вместе с А. М. Василевским на 3-м Белорусском фронте.
В июле 1944 года становится заместителем командующего 5-й армией 3-го Белорусского фронта, участвовал Белорусской и в Восточно-Прусской наступательных операциях. В феврале 1945 года лечился в госпитале, с мая 1945 года — в распоряжении Главного управления кадров.

### После войны

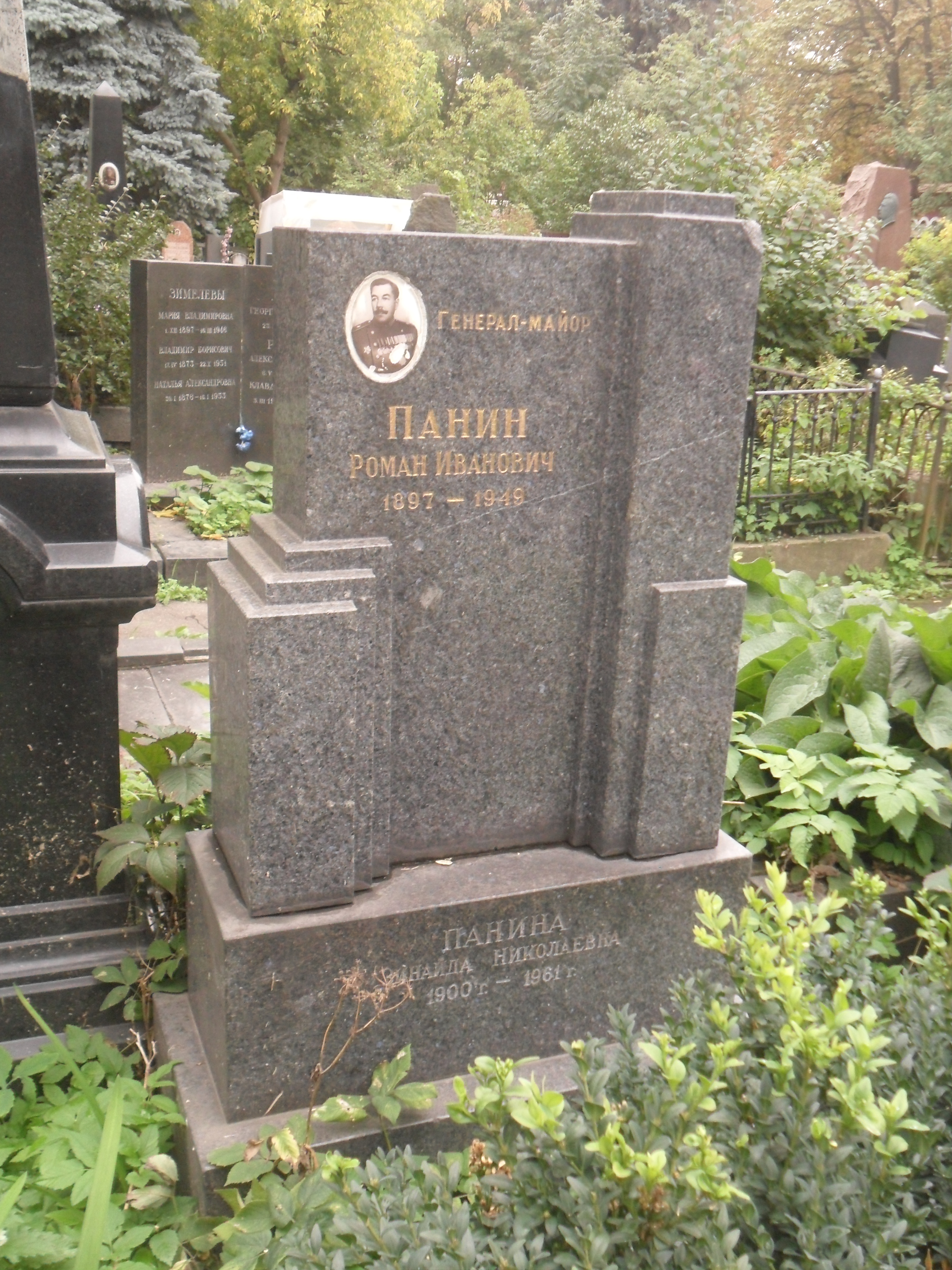
Могила Панина на Новодевичьем кладбище Москвы.

После окончания войны Р. И. Панин был назначен начальником курса Военной академии им. М. В. Фрунзе. В 1949 году вышел в отставку.
Умер Роман Иванович Панин в 1949 году в Москве, похоронен на Новодевичьем кладбище.

## Воинские звания
- полковник — 17.02.1936
- комбриг — 29.10.1939
- генерал-майор — 4.06.1940

## Награды
- два Ордена Ленина (16.08.1936, 02.12.1945)
- два Ордена Красного Знамени (22.02.1939, 03.11.1944)
- Орден Кутузова 2-й степени (22.02.1944, за Новгородско-Лужскую операцию)
- Медаль «За оборону Ленинграда»
- другие медали
- орден Облаков и Знамени (1939, Китай, «за заслуги в строительстве и боевых действиях сухопутных, морских и воздушных сил страны»)

## Документы
- Общедоступный электронный банк документов «Подвиг Народа в Великой Отечественной войне 1941—1945 гг.» Дата обращения: 26 марта 2013. Архивировано из оригинала 13 марта 2012 года. № в базе данных 28078790. Дата обращения: 26 марта 2013. Архивировано 9 апреля 2013 года..